# ناحیه دوور، شهرستان لیک، میشیگان
ناحیه دوور (به انگلیسی: Dover Township) یک منطقهٔ مسکونی در ایالات متحده آمریکا است که در شهرستان لیک، میشیگان واقع شده‌است.
 ناحیه دوور ۹۵٫۸ کیلومتر مربع مساحت و ۳۳۲ نفر جمعیت دارد و ۳۸۴ متر بالاتر از سطح دریا واقع شده‌است.